# Cratichneumon vescus
Cratichneumon vescus là một loài tò vò trong họ Ichneumonidae.